# Luk (arhitektura)
Luk je konstruktivni i dekorativni element u arhitekturi. On predstavlja gornji završetak otvora u zidu ili među stupovima, obično izveden tehnikom svođenja. 

## Oblici lukova
Po obliku luk može biti: 
- Trokutasti luk
- Polukružni luk
- Segmentalni luk
- Nepravilni polukružni luk
- Oštri ili slomljeni luk
- Nejednaki šiljasti luk
- Plosnati luk
- Trolisni luk
- Potkovasti luk
- Ovalni luk (luk trostrukog središta)
- Eliptični luk
- Udubljeni luk
- Ogee luk
- Obrnuti ogee luk
- Tudorski (Sedlasti) luk
- Parabolični luk

Koji će se od ovih lukova koristiti, ovisi o stilskom razdoblju i kulturno-umjetničkom krugu kojemu pripada građevina.

## Povijest luka
Iako se pojavio još u Mezopotamiji Etruščani će prvi u Europi shvatiti konstruktivnu vrijednost luka, ali malo se sačuvalo arhitektonskih spomenika, uglavnom pokoji gradski portal (Perugia, Volterra). 
Rimljani su od Etruščana preuzeli polukružni luk i koristili sve njegove sposobnosti (do 16 m). Redanjem lukova u istom smjeru dobiva se bačvasti ili lučni svod (do 20 m). Križanje dvaju bačvastih svodova pod kutom od 90º stvara križni svod (30x30 m). Rotacijom polukružnog luka za 360º stvara se kupola (najpoznatija je Hadrijanova kupola Panteona - 43,60 m).
Iako su još u Bizantu arhitekti koristili potkovasti, trolisni i šiljasti luk, prava konstrukcijska vrijednost luka u Europskoj arhitekturi započinje u Gotici kada se iskorištava šiljasti luk koji se preuzeo iz Arapsko-Maurske umjetnosti islamske Španjolske.
Šiljasti luk je nastao iz polukružnog luka kada je zamijećeno da se uporabom ovog luka može postići veća vertikala luka. U Gotici umjesto bačvastog svoda sačinjenog od polukružnih lukova počinju se križati prelomljeni lukovi koji su, za razliku od polukružnih, mogli imati zajednički završetak u tjemenu (ključ). U križnom svodu svi pritisci se koncentriraju u unaprijed određenoj točki, stoga svodnu konstrukciju ne nose plohe zida nego stupovi i lukovi. To je pridonijelo izjednačavanju dijelova, pa sva tri broda katedrale postaju jednako široki i visoki, te crkveni prostor za vjernike nalikuje bilo kojoj gotičkoj dvorani – u vijećnici ili dvorcu … Stoga ih se i naziva dvoranskim crkvama.
Polukružni luk se revitalizira u Renesansi i Baroku, kao i u Klasicističkoj arhitekturi, dok s pojavom novih konstrukcijskih materijala (željezo i čelik) neke od prvih građevina koriste luk (Npr. Polukružni luk u bazi Eiffelovog tornja i ovalni luk Galerije strojeva na Svjetskoj izložbi u Parizu 1889. g.).
U Modernoj arhitekturi luk kao jedan od najčvršćih konstrukcija se obilato koristi (Npr. Opera u Sydneyu, Palača sporta u Rimu i sl.), a najveći luk na svijetu je Luk u Saint Louisu.

## Poveznice
- Arhitektura
- Arkada
- Niša

## Vanjske poveznice
- DIYinfo.org's Gradnja luka od cigli[neaktivna poveznica] - Wiki dokument o gradnji zida od lukova.
- DIYinfo.org's Gradnja lukova od drveta Wiki.[neaktivna poveznica]